# Джеймс Кристи
Джеймс Уолтър Кристи (на английски: James Walter Christy) е американски астроном. През 1978 той открива, че Плутон има естествен спътник, който нарича Харон.